# Anomala choui
Anomala choui är en skalbaggsart som beskrevs av Lin 1999. Anomala choui ingår i släktet Anomala och familjen Rutelidae. Inga underarter finns listade i Catalogue of Life.